# Raffaele Alcibiade
Raffaele Alcibiade, (Torino, 1990. május 23. –) olasz labdarúgó, hátvéd.

## Juventus
Raffaele Alcibiade a Juventusban kezdte pályafutását, és a klub utánpótláscsapatából 2009-ben került fel a felnőtt csapathoz, igaz a bemutatkozásra nem kapott lehetőséget. A 2010-2011-es idényt a Pescaránál töltötte, majd megfordult több olasz alacsonyabb osztályú csapatban is.

## Budapest Honvéd
2013 januárjában kölcsönben került a Budapest Honvédhoz, ahol a tavaszi szezonban hét mérkőzésen kapott lehetőséget.
A következő két szezonban alapembere volt a fővárosi csapatnak, A 2015-16 bajnoki rajt előtt azonban a szintén élvonalbeli Szombathelyi Haladáshoz szerződött, majd fél év múlva az olasz US Lecce igazolta le.